# Edma Morisot
Pour les articles homonymes, voir Morisot.
Marie Edma Caroline Morisot née le 13 décembre 1839 à Valenciennes et morte le 2 mai 1921 à Paris, est une artiste peintre française.
Elle est une sœur aînée de Berthe Morisot.

## Biographie

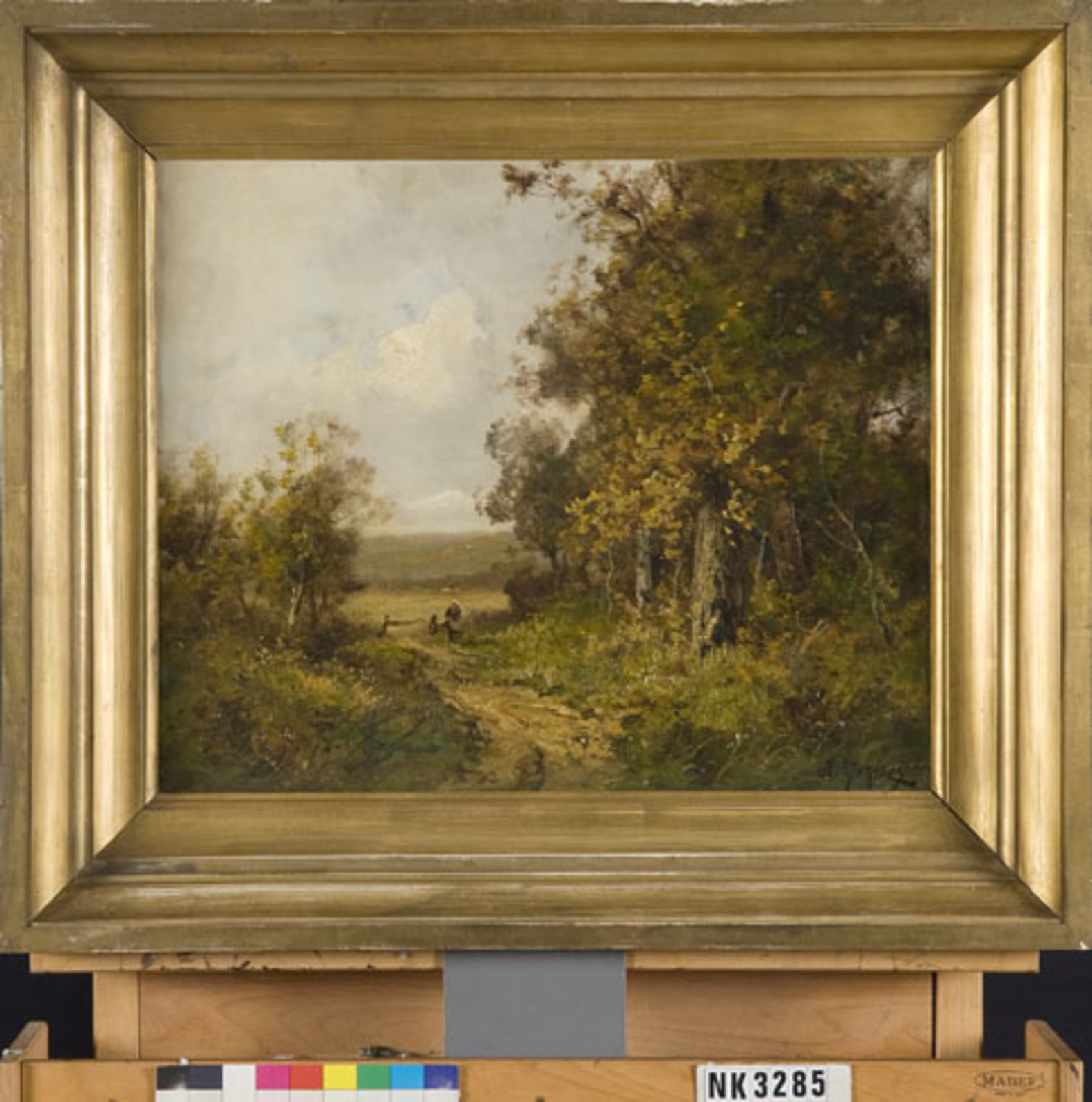
Edma Morisot, Route sablonneuse à l'orée d'une forêt (1850), Collection d'art de l'agence du patrimoine culturel des Pays-Bas.

Edma Morisot, comme ses sœurs Yves et Berthe, reçoit une éducation bourgeoise, qui ne peut  se dispenser de cours de piano et de dessin. Leur mère encourage leurs premiers pas dans le dessin en leur faisant donner des cours par le peintre classique Geoffroy-Alphonse Chocarne.
Edma et Berthe souhaitent une meilleure formation, ce qui conduit leurs parents à les confier à un peintre ayant la réputation d'être un excellent professeur, Joseph Guichard, élève d'Ingres,. Guichard a le mérite de déceler chez Edma et Berthe Morisot des dons exceptionnels. Il les encourage à copier des chefs-d'œuvre au  musée du Louvre où les deux sœurs se rendent en compagnie de leur mère. Elles y rencontrent Fantin-Latour qui leur présentera de nombreux artistes dont Edouard Manet,. Edma et Berthe manifestent auprès de Guichard leur envie de travailler en plein air ce qui le conduit à les confier à son ami Jean-Baptiste Camille Corot. En 1861, elles travaillent à Ville d'Avray auprès de Corot et réalisent des paysages en extérieur à la manière du maître. Corot trouve ses deux élèves très douées mais marque une préférence pour le travail d'Edma qui est plus appliquée et a un caractère plus facile,. Il les présente en 1863 à son élève le peintre paysagiste Achille Oudinot qu'il estime mieux apte que lui à parfaire leur formation. Ces années d'apprentissage sont pour Edma et Berthe une période de grande complicité où rien ne laisse paraître ni compétition ni rivalité entre elles,.   
Edma Morisot peint de nombreux paysages mais en 1863, elle s'oriente aussi vers le portrait. Elle peint un remarquable portrait de sa sœur Berthe qu'elle représente concentrée devant son chevalet (collection particulière). Edma et Berthe sont admises au Salon de 1864. C'est une première consécration pour ces deux artistes même si leurs toiles sont peu remarquées par les critiques,. Elles seront toutes deux admises aux Salons de 1865, 1866, 1867 et 1868.         
Edma Morisot se marie en 1869. Elle épouse un officier de marine, Adolphe Pontillon (1832-1894), qui deviendra capitaine de vaisseau et commandeur de la Légion d'honneur. Edma quitte Paris pour Lorient et sacrifie alors sa carrière artistique pour sa vie familiale. Elle entretient une correspondance avec Berthe, se tient informée du travail et de la carrière de sa sœur. Elles échangent aussi sur leurs amis communs, peintres et écrivains. Ces écrits sont riches d'enseignement sur la vie et la création de Berthe Morisot. Dans cette correspondance avec Berthe, Edma marque parfois une  nostalgie de leur association artistique et de tout ce qu'elles ont partagé pendant une dizaine d'années.
Elle meurt le 2 mai 1921 à Paris et est enterrée au cimetière du Père-Lachaise (31e division).

## Œuvres
Les œuvres d'Edma Morisot sont principalement conservées dans des collections privées, en particulier le portrait qu'elle a fait de sa sœur Berthe Morisot en 1865.  
Durant ses courtes années de création, Edma Morisot réalise paysages et portraits. Les paysages sont marqués par l'influence de Corot mais sont « frappés déjà de la marque impressionniste ».
- Portrait de Berthe Morisot peignant, vers 1865, huile sur toile, 100 × 71 cm, Collection particulière[11]
- Paysanne à l'orée d'un bois, huile sur toile, Collection particulière[11]

## Edma Morisot modèle de Berthe Morisot
Edma Morisot est très présente dans les tableaux de Berthe Morisot surtout au début de sa carrière. Berthe Morisot a continué de la peindre les premières années après son mariage : elle n'est plus alors « Edma » dans le titre des tableaux mais « Mme Pontillon ».
- La Lecture, 1873, Cleveland museum of art.
- Portrait de Mme Pontillon, 1869, Washington, National Gallery of Art.
- Portrait de Mme Pontillon née Edma Morisot, sœur de l'artiste[12], 1871, Paris, musée d'Orsay.
- Le Berceau, 1872, musée d'Orsay : le tableau représente Edma Morisot près du berceau de sa fille Blanche.
- Chasse aux papillons, 1874, musée d'Orsay : les personnages sont Edma Morisot et ses filles Jeanne et Blanche.

Edma Morisot posant pour Berthe Morisot
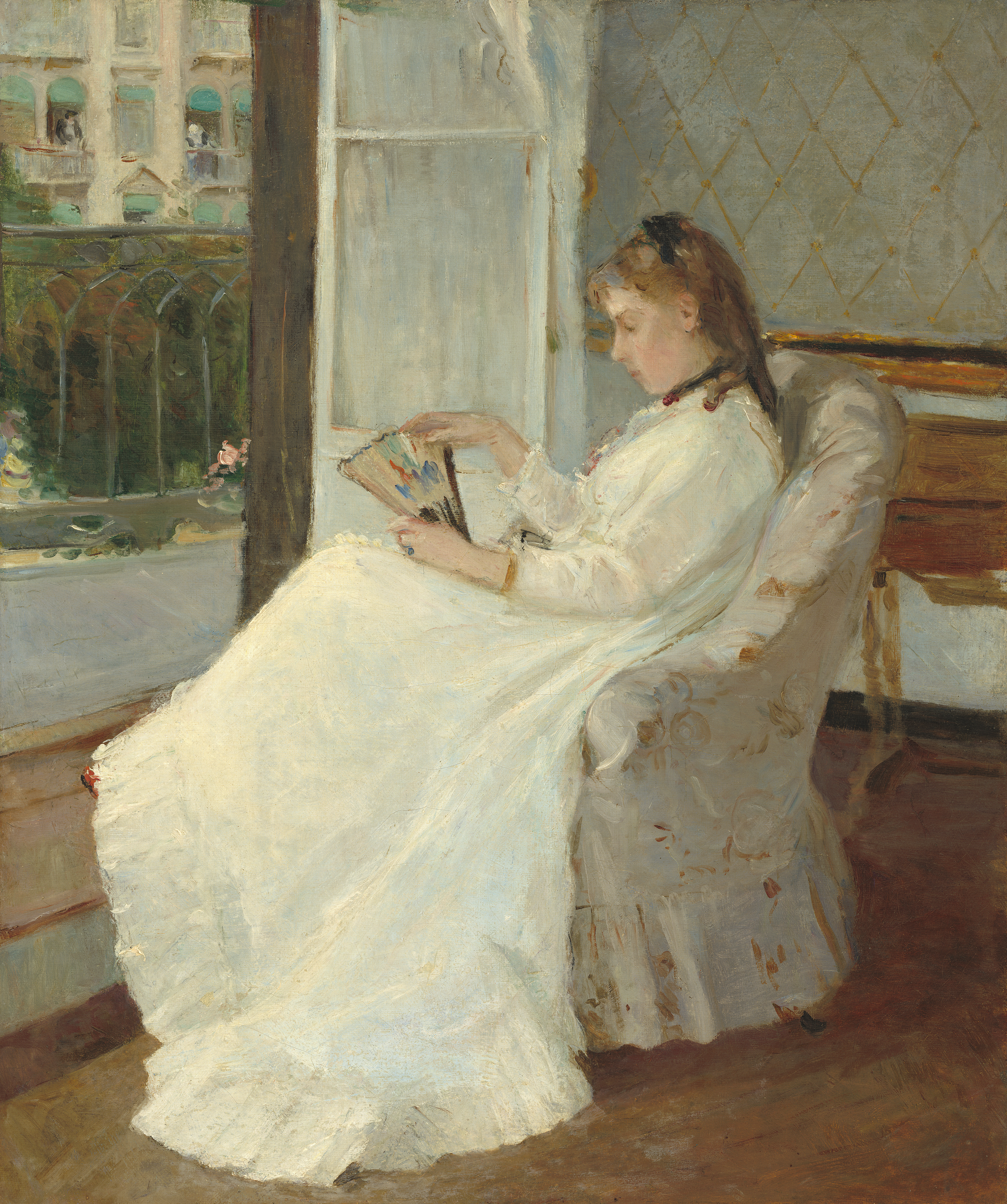
Portrait de Mme Pontillon (1869), Washington, National Gallery of Art.
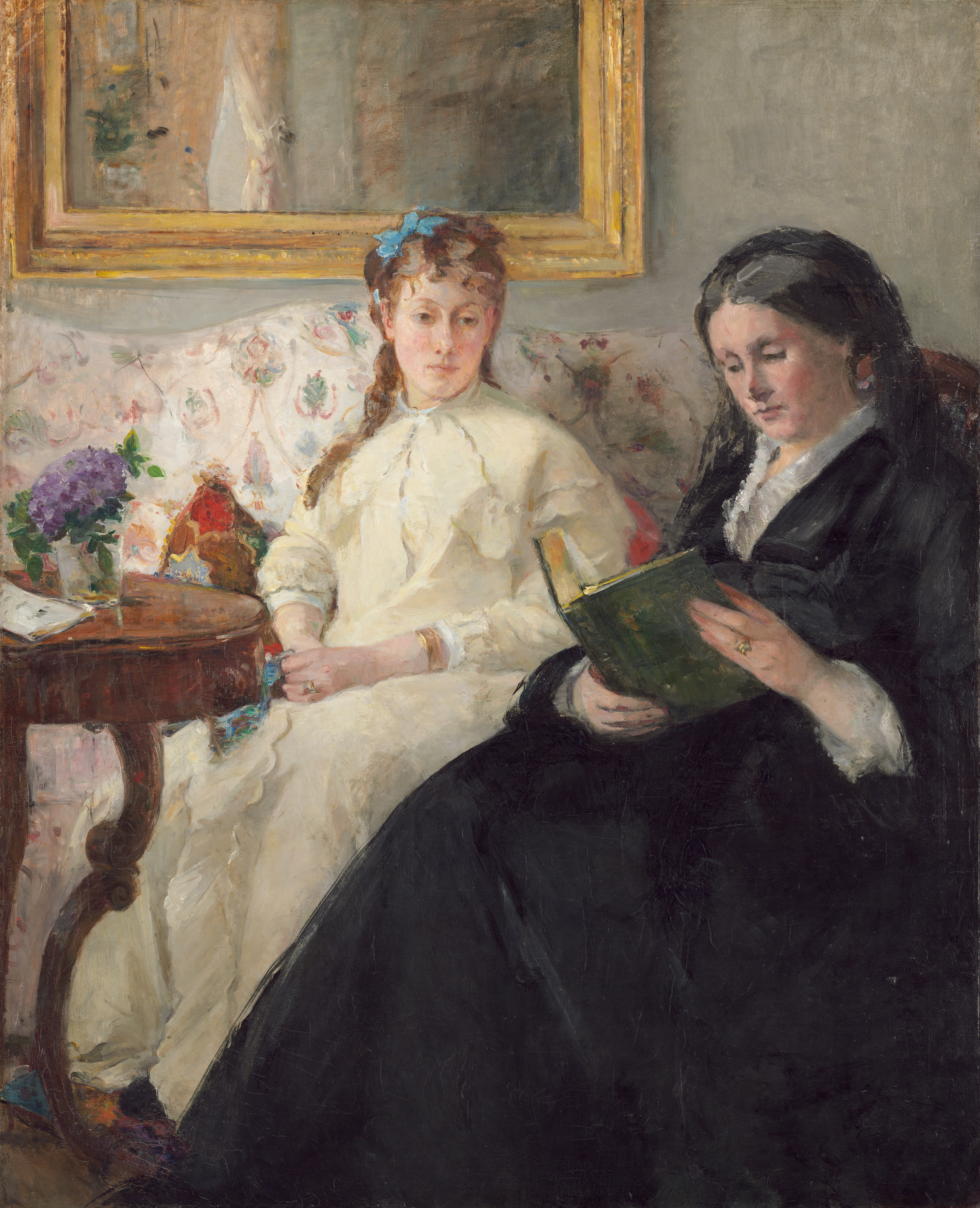
La Mère et la sœur de l'artiste (entre 1869 et 1870), Washington, National Gallery of Art.
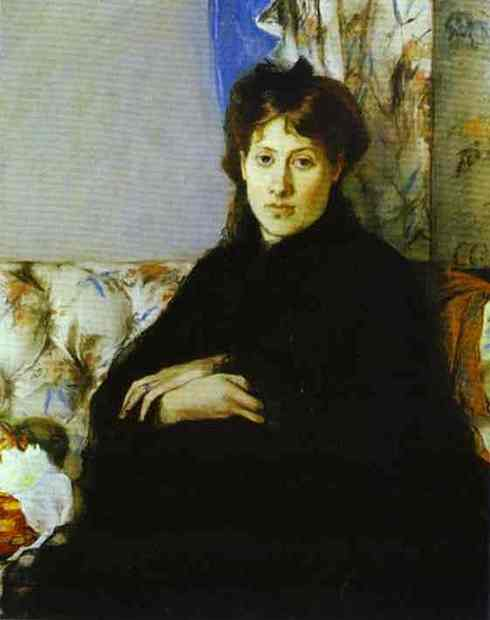
Portrait de Mme Edma Pontillon (1871), Paris, musée d'Orsay.
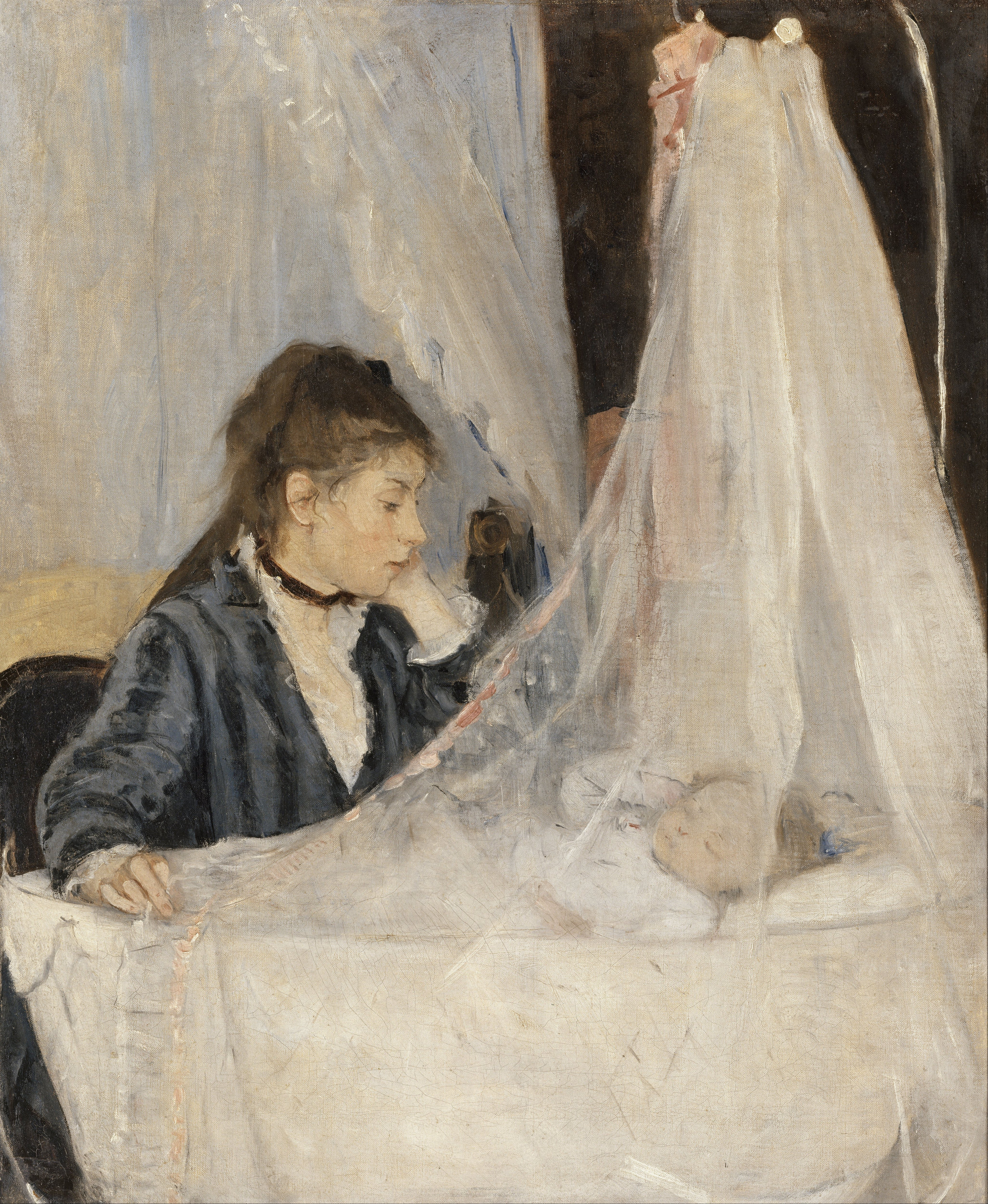
Le Berceau (1872), Paris, musée d'Orsay.
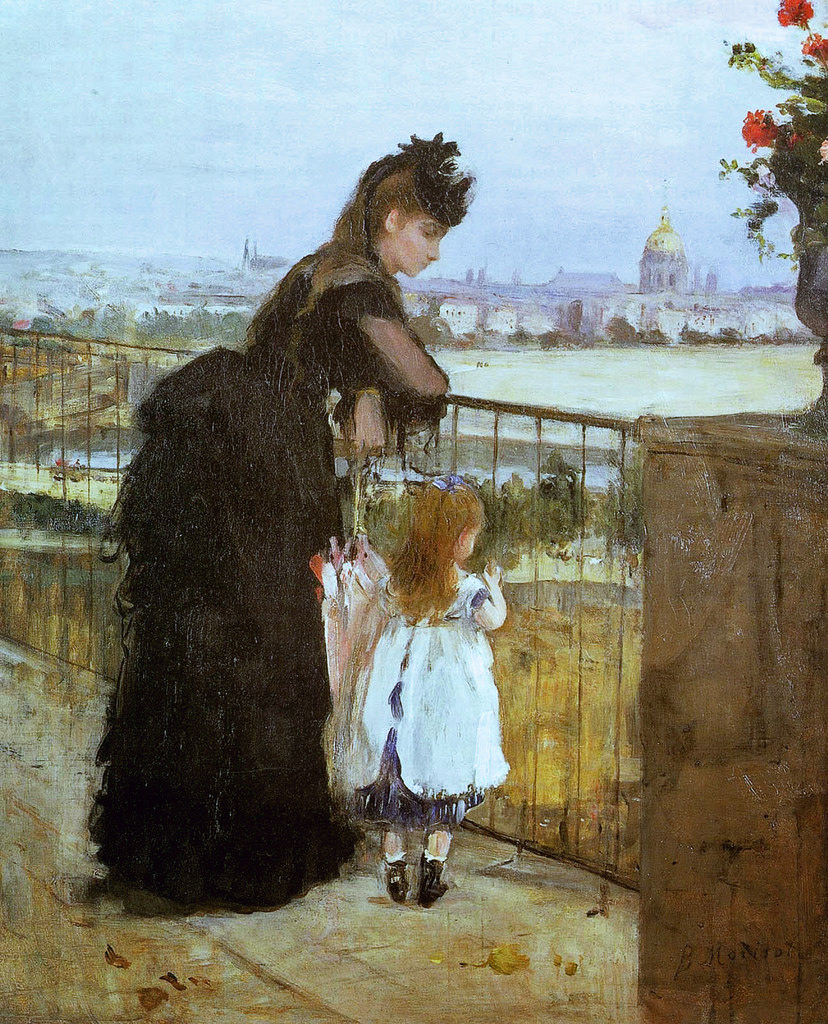
Femme et enfant au balcon (1872), New York, Ittleson Foundation.